# TJ Spartak Rožmitál pod Třemšínem (lední hokej)
TJ Spartak Rožmitál pod Třemšínem (celým názvem: Tělovýchovná jednota Spartak Rožmitál pod Třemšínem) byl československý klub ledního hokeje, který sídlil ve městě Rožmitál pod Třemšínem ve Středočeském kraji. Založen byl v roce 1934 zásluhou učitele Václav Bartůňka. Největších úspěchů klub dosahoval v 70. letech 20. století, kdy působil na celostátní úrovni.
Své domácí zápasy odehrával na místním Sadoňském rybníku a na rybníku Kuchyňka.

## Přehled ligové účasti
Stručný přehled
- 1945–1946: Divize – sk. Jih (2. ligová úroveň v Československu)
- 1946–1949: Západočeská divize – sk. B (2. ligová úroveň v Československu)
- 1957–1959: Oblastní soutěž – sk. B (3. ligová úroveň v Československu)
- 1959–1960: Oblastní soutěž – sk. C (3. ligová úroveň v Československu)
- 1964–1965: Středočeský krajský přebor (3. ligová úroveň v Československu)
- 1968–1969: Středočeský krajský přebor – sk. B (3. ligová úroveň v Československu)
- 1969–1973: Divize – sk. A (3. ligová úroveň v Československu)
- 1973–1977: Divize – sk. A (4. ligová úroveň v Československu)[3][4][5]

Jednotlivé ročníky
Legenda: ZČ - základní část, červené podbarvení - sestup, zelené podbarvení - postup, fialové podbarvení - reorganizace, změna skupiny či soutěže
| Československo (1945 – 1977) |                                    |           |          |                                          |                  |
| Sezóny                       | Soutěž                             | Úroveň    | ZČ       | Play-off, nadstavba, sk. o udržení...    | Poznámky         |
| 1945/46                      | Divize – sk. Jih                   | 2. úroveň | 4. místo |                                          | Změna skupiny    |
| 1946/47                      | Západočeská divize – sk. B         | 2. úroveň | 3. místo |                                          |                  |
| 1947/48                      | Západočeská divize – sk. B         | 2. úroveň | –. místo |                                          | Soutěž nedohrána |
| 1948/49                      | Západočeská divize – sk. B         | 2. úroveň | 7. místo |                                          | Sestup           |
| ...                          |                                    |           |          |                                          |                  |
| 1957/58                      | Oblastní soutěž – sk. B            | 3. úroveň | 3. místo |                                          |                  |
| 1958/59                      | Oblastní soutěž – sk. B            | 3. úroveň | 3. místo |                                          | Změna skupiny    |
| 1959/60                      | Oblastní soutěž – sk. C            | 3. úroveň | 4. místo |                                          | Reorganizace     |
| ...                          |                                    |           |          |                                          |                  |
| 1964/65                      | Středočeský krajský přebor         | 3. úroveň | 1. místo | Kvalifikace o 2. ligu – sk. A (4. místo) |                  |
| ...                          |                                    |           |          |                                          |                  |
| 1968/69                      | Středočeský krajský přebor – sk. B | 3. úroveň | 3. místo |                                          | Reorganizace     |
| 1969/70                      | Divize – sk. A                     | 3. úroveň | 6. místo |                                          |                  |
| 1970/71                      | Divize – sk. A                     | 3. úroveň | 4. místo |                                          |                  |
| 1971/72                      | Divize – sk. A                     | 3. úroveň | 4. místo |                                          |                  |
| 1972/73                      | Divize – sk. A                     | 3. úroveň | 4. místo |                                          | Reorganizace     |
| 1973/74                      | Divize – sk. A                     | 4. úroveň | 3. místo |                                          |                  |
| 1974/75                      | Divize – sk. A                     | 4. úroveň | 4. místo |                                          |                  |
| 1975/76                      | Divize – sk. A                     | 4. úroveň | 3. místo |                                          |                  |
| 1976/77                      | Divize – sk. A                     | 4. úroveň | 6. místo |                                          | Reorganizace     |